# Canal Internacional de Radio Nacional de Venezuela
El Canal Internacional RNV, también llamado Canal Internacional de Radio Nacional de Venezuela o RNV Internacional es el servicio internacional de Radio Nacional de Venezuela. Tiene su sede en Caracas. 

## Transmisiones en onda corta
La señal por onda corta cubre un área que va desde Canadá y Estados Unidos hasta Chile y Argentina.
Para el 4 de septiembre de 2009, el Canal Internacional de RNV seguía usando la estación de onda corta de Radio Canadá Internacional; mientras estaba en construcción un centro de onda corta propio en las cercanías del asentamiento campesino El Recreo en Calabozo.

## Programación
Transmite cuatro veces diarias un programa de 58 minutos en español por onda corta. El programa se puede descargar en formato mp3 en el sitio web de RNV. 
El Canal Internacional también produce programas en inglés y portugués.
La señal de intervalo son las primeras notas de Alma Llanera de Pedro Elías Gutiérrez.